# Вознесенка (Сосновский район)
Вознесе́нка — село в Сосновском районе Челябинской области. Административный центр Вознесенского сельского поселения.

## География
Село расположено на берегу озера Синеглазова, рядом с посёлком Полевым. Расстояние до районного центра села Долгодеревенского 47 км.

## История
В 1931 году в селе был открыт карьер по добыче белой глины. В сентябре 1958 года Челябоблдорстрой организовал комбинат подсобно-промышленных предприятий, ныне не существующий. Сегодня в селе действует АБС «Южуралавтодора» и частное предприятие по производству асфальто-бетонных смесей и сухих строительных смесей.

## Население
| 2002 | 2010  |
| ---- | ----- |
| 1118 | ↗1170 |

По данным Всероссийской переписи, в 2010 году численность населения села составляла 1170 человек (555 мужчин и 615 женщин).

## Улицы
Уличная сеть села состоит из 18 улиц и 1 переулка.Самая большая из них Большая улица.